# São Leopoldo
São Leopoldo é um município brasileiro do estado do Rio Grande do Sul, na Região Metropolitana de Porto Alegre. Foi a primeira cidade fundada por imigrantes alemães no Brasil.
Foi habitada por índios carijós e por imigrantes açorianos. Era um vilarejo conhecido como Feitoria do Linho-cânhamo quando chegaram os primeiros 39 imigrantes alemães à região, em 25 de julho de 1824, enviados pelo imperador brasileiro Dom Pedro I para povoá-la. A desativada Real Feitoria do Linho Cânhamo fora um estabelecimento agrícola do governo onde eram produzidas cordas, mas que não dera muitos resultados, tendo falido, entre outros motivos, devido à corrupção dos administradores.
Essa feitoria localizava-se junto da margem esquerda do Rio dos Sinos. A data de 25 de julho de 1824 passou a ser considerada a data de fundação de São Leopoldo. Instalados na feitoria até que recebessem seus lotes coloniais, este núcleo foi batizado "Colônia Alemã de São Leopoldo" em homenagem à Imperatriz Leopoldina, a esposa austríaca de Dom Pedro I. Nesta época, era então governador do estado o Visconde de São Leopoldo.
Durante a Revolução Farroupilha, a colônia ficou dividida entre os imperialistas liderados por Daniel Hillebrand e os revolucionários liderados por Hermann von Salisch. Nesta época a colônia prestou suporte a Porto Alegre, então sitiada, provendo a cidade com suprimentos transportados em barcas pelo Rio dos Sinos.
A colônia se estendia por mais de 1000 km2, indo em direção sul-norte de Esteio (hoje) até o Campo dos Bugres (Caxias do Sul, hoje). Em direção leste-oeste de Taquara (hoje) até o Porto dos Guimarães, no Rio Caí (São Sebastião do Caí, hoje).

## Economia
O município de São Leopoldo está situado entre os dez mais expressivos no produto interno bruto do Rio Grande do Sul, e possui um diversificado parque industrial globalizado, além de expressivo setor comercial e de serviços. Há diversas líderes mundiais multinacionais instaladas na cidade, como as alemãs Stihl, SAP, Ensinger, e Gedore e a gaúcha Taurus. É uma das 50 melhores cidades do país para se viver. Situa-se também, na cidade, o maior polo de informática do estado do Rio Grande do Sul, vinculado à Universidade do Vale do Rio dos Sinos.

## Política
O atual prefeito de São Leopoldo é Heliomar Franco, do PL.

## Geografia

### Clima
O clima é subtropical úmido, com verões quentes e invernos amenos de acordo com o padrão mundial, e invernos frios de acordo com o padrão brasileiro, sem estação seca (tipo "Cfa" na Classificação climática de Köppen). A temperatura média em janeiro é 35,5 °C e em julho 09,3 °C, com as temperaturas recordes de 40,7° em 1943 e em -4,0° em 1918. A média anual é de 19,4° aproximadamente, e a neve é relativamente rara, tendo sido observada no século XIX em 1879 e nos séculos XX & XXI nos anos de 1910, 1984, 2000 e 2006. É comum a presença de "veranicos", que fazem a temperatura subir para quase 30 graus por alguns dias em pleno inverno. A média anual de chuva é de 1324 mm. No dia 8 de junho de 2012 São Leopoldo registrou a temperatura de -3,9 °C na Estação Meteorológica do Parque Imperatriz, operada pela MetSul Meteorologia.
| Dados climatológicos para São Leopoldo | Dados climatológicos para São Leopoldo | Dados climatológicos para São Leopoldo | Dados climatológicos para São Leopoldo | Dados climatológicos para São Leopoldo | Dados climatológicos para São Leopoldo | Dados climatológicos para São Leopoldo | Dados climatológicos para São Leopoldo | Dados climatológicos para São Leopoldo | Dados climatológicos para São Leopoldo | Dados climatológicos para São Leopoldo | Dados climatológicos para São Leopoldo | Dados climatológicos para São Leopoldo | Dados climatológicos para São Leopoldo |
| Mês                                    | Jan                                    | Fev                                    | Mar                                    | Abr                                    | Mai                                    | Jun                                    | Jul                                    | Ago                                    | Set                                    | Out                                    | Nov                                    | Dez                                    | Ano                                    |
| -------------------------------------- | -------------------------------------- | -------------------------------------- | -------------------------------------- | -------------------------------------- | -------------------------------------- | -------------------------------------- | -------------------------------------- | -------------------------------------- | -------------------------------------- | -------------------------------------- | -------------------------------------- | -------------------------------------- | -------------------------------------- |
| Temperatura máxima recorde (°C)        | 40,7                                   | 40,3                                   | 37,7                                   | 34,9                                   | 30,8                                   | 30,2                                   | 31,0                                   | 33,7                                   | 34,9                                   | 37,1                                   | 37,9                                   | 38,1                                   | 40,7                                   |
| Temperatura máxima média (°C)          | 30,1                                   | 29,9                                   | 28,0                                   | 24,9                                   | 20,0                                   | 18,9                                   | 18,1                                   | 19,5                                   | 20,1                                   | 23,9                                   | 26,1                                   | 28,0                                   | 24,0                                   |
| Temperatura média (°C)                 | 25,9                                   | 25,1                                   | 23,0                                   | 20,0                                   | 16,0                                   | 14,1                                   | 14,0                                   | 15,7                                   | 16,5                                   | 19,2                                   | 21,5                                   | 22,9                                   | 19,4                                   |
| Temperatura mínima média (°C)          | 21,7                                   | 20,4                                   | 18,1                                   | 16,0                                   | 12,0                                   | 9,3                                    | 9,9                                    | 12,1                                   | 12,9                                   | 14,5                                   | 17,0                                   | 17,9                                   | 15,1                                   |
| Temperatura mínima recorde (°C)        | 9                                      | 11,8                                   | 8,1                                    | 4,9                                    | 0,9                                    | −3,9                                   | −4,0                                   | −1                                     | 0,4                                    | 4,5                                    | 6,8                                    | 9                                      | −4,0                                   |
| Fonte: MetSul                          |                                        |                                        |                                        |                                        |                                        |                                        |                                        |                                        |                                        |                                        |                                        |                                        |                                        |

## Cultura

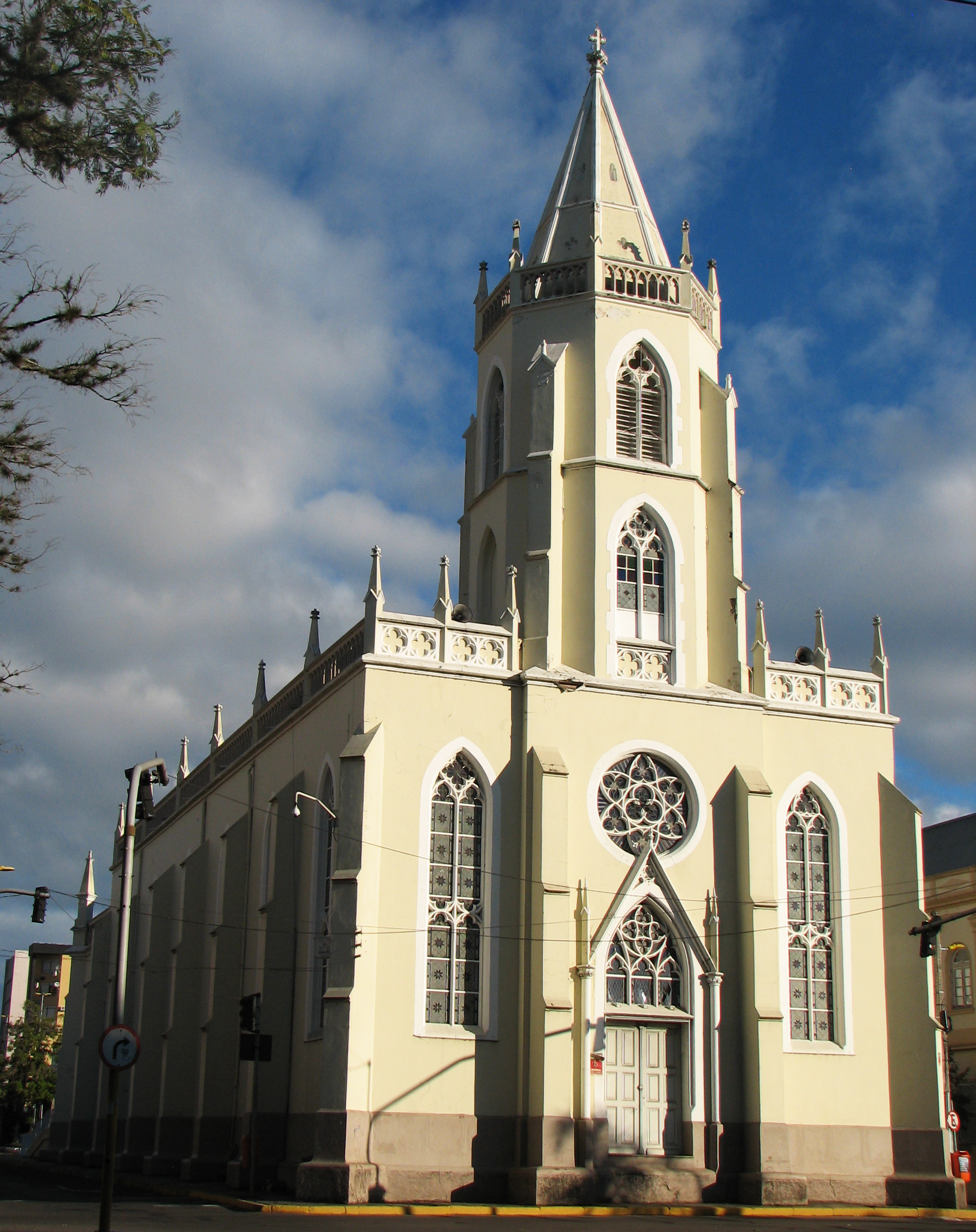
Igreja Matriz Nossa Senhora da Conceição, construída em 1865

Está localizado na cidade o CECREI - Centro de Espiritualidade Cristo Rei, obra apostólica da Companhia de Jesus. Trata-se de um espaço destinado para hospedagem e à realização de eventos corporativos e científicos, cursos, seminários e retiros. De infraestrutura alternativa, conta com uma área de 11 hectares de amplo verde, em um ambiente que produz a sensação de isolamento do restante da cidade de São Leopoldo.
O Museu Histórico Visconde de São Leopoldo dedica-se a preservar e divulgar o legado da colonização alemã, mantendo uma vasta coleção de documentos, objetos e imagens.

## Imagens

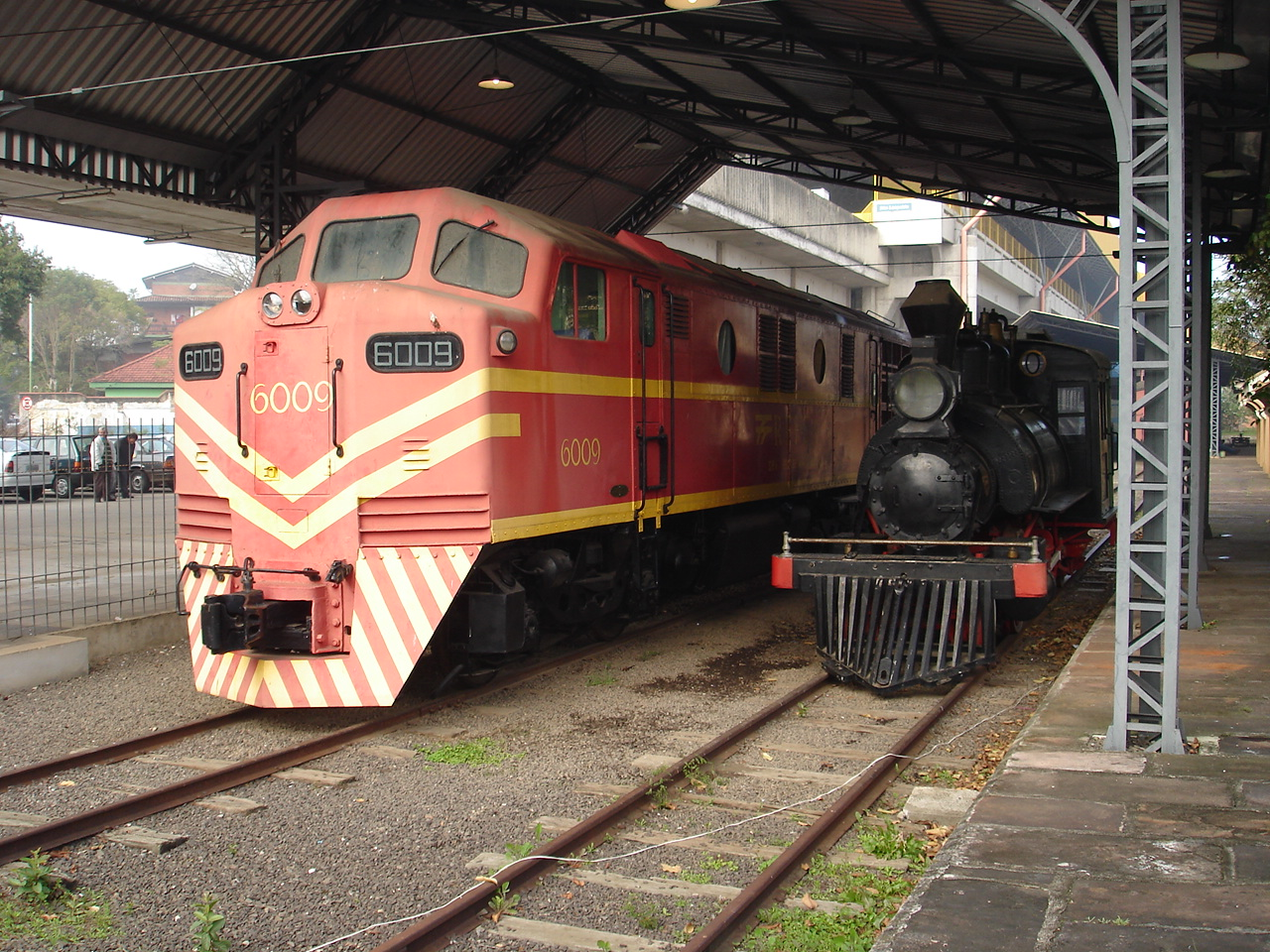
Antiga locomotiva do município
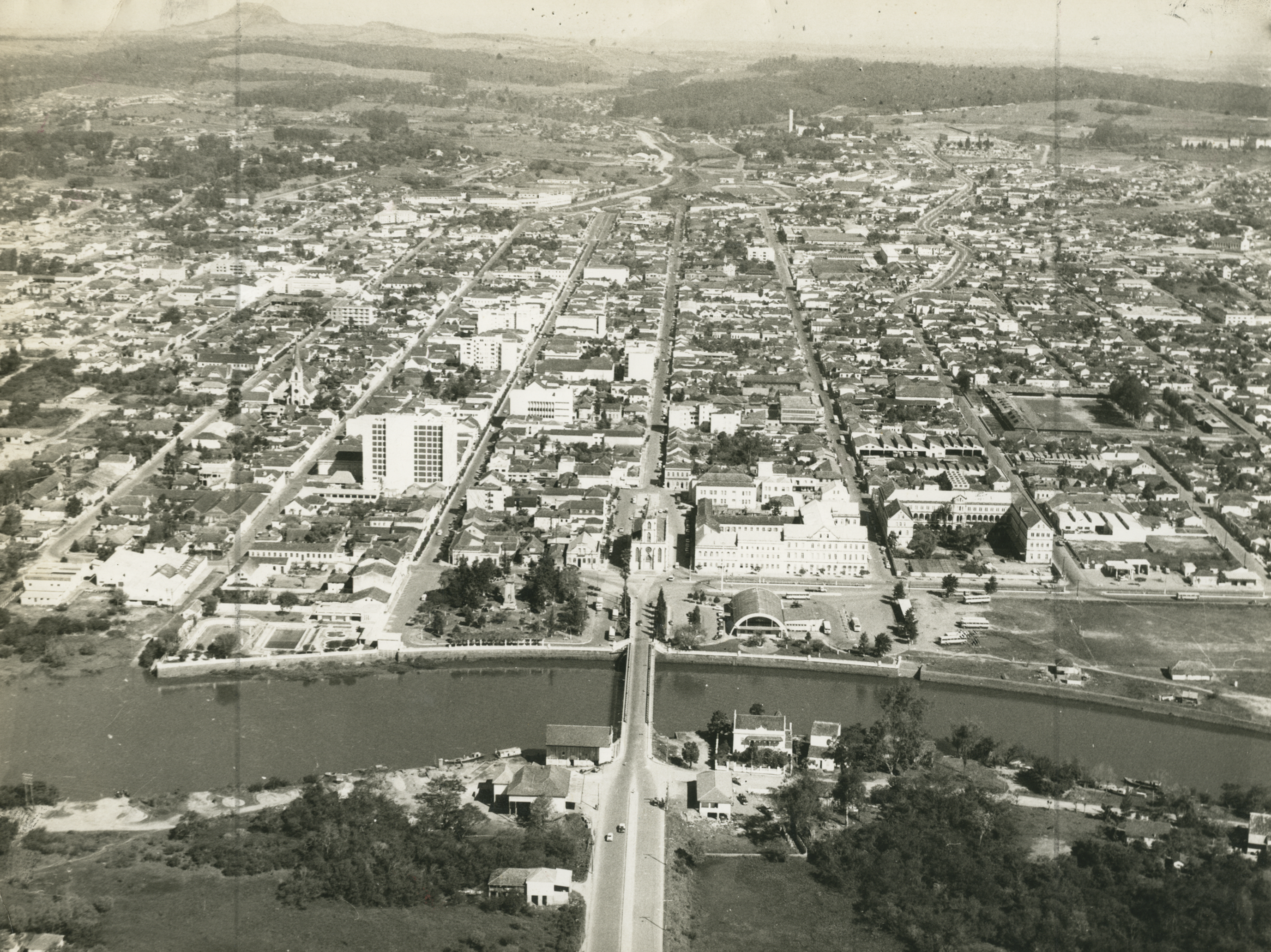
São Leopoldo, 1971 (Arquivo Nacional)
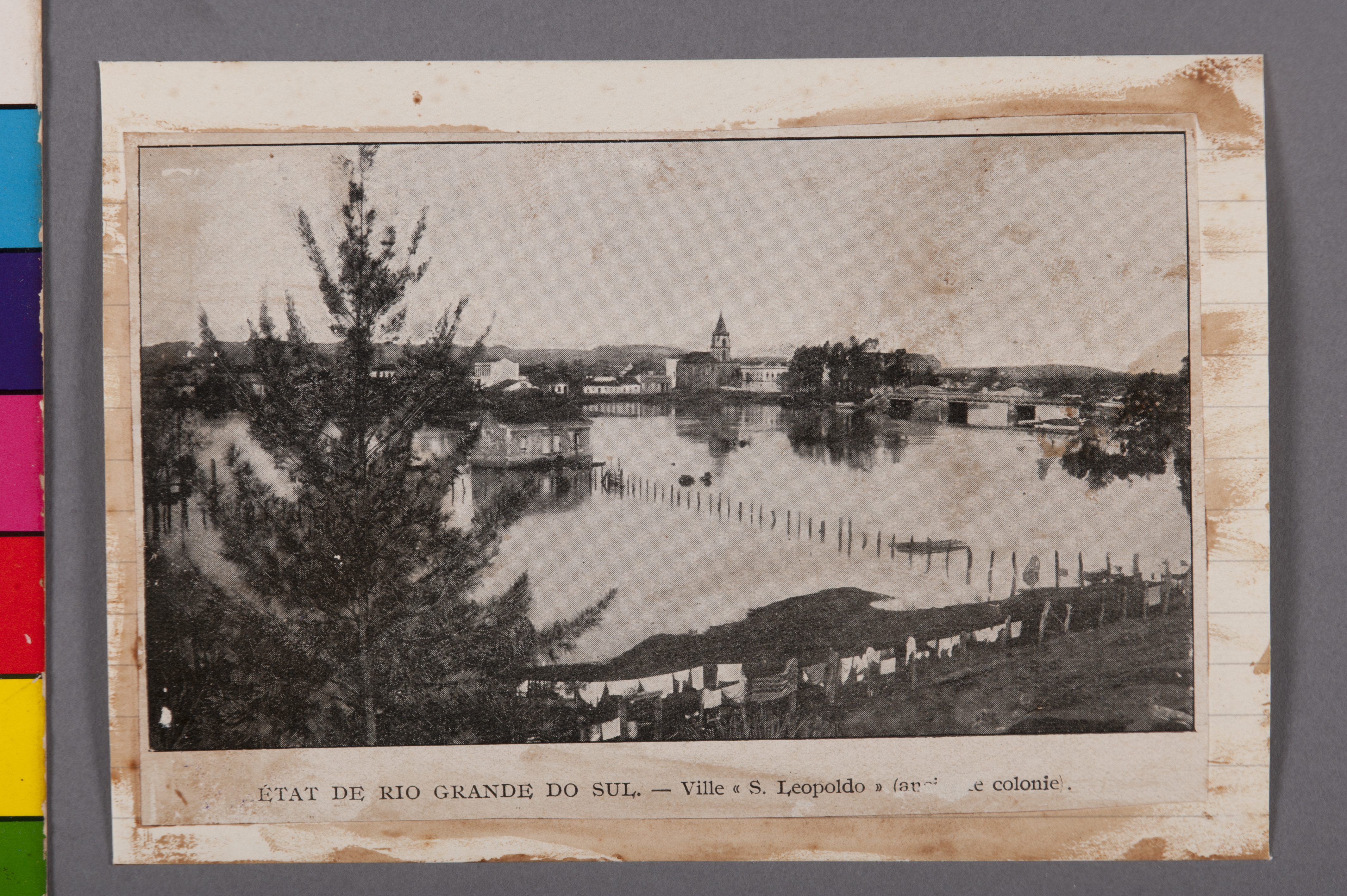
Imagem antiga de São Leopoldo no acervo do Museu do Ipiranga